# 烏內

烏內（西班牙語：Une）是哥倫比亞的城鎮，位於該國中部，由昆迪納馬卡省負責管轄，距離首府波哥大43公里，始建於1538年2月23日，面積211平方公里，海拔高度2,577米，2005年人口7,856。

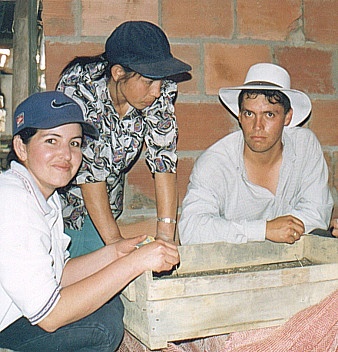

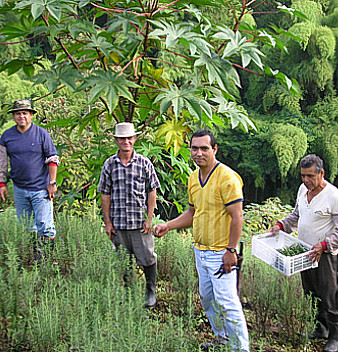

4°20′N 74°05′W / 4.333°N 74.083°W